# Миленијум у Београду
 Миленијум у Београду је коју је 2000. године објавио српски књижевник Владимир Пиштало.

## О делу
Миленијум у Београду је мозаички написан роман где се, као што наслов назначује, гради портрет града исто колико и једне генерације у њему. „Бели град“ је чудесан, просањан и проклет, а генерација која личи на њега, ухваћена је кроз групу петоро пријатеља и њихових љубави. Међутим, када дође почетак рата 1991. године, те љубави не могу да преживе.
Миленијум у Београду није роман писан по правилима, нити је хроника ратних година, то је фреска о људском лудилу, чија је главна жртва Београд. Црпећи са далеких словенских извора, прожет надреализмом, аутор је користио све регистре да своме делу удахне дух грандиозне епопеје.
„…књига која одузима дах својом лепотом и поетским квалитетима, чији је главни јунак српска престоница“. – Le Magazine Literraire
„Ово је прича о ноћној мори – Историји са великим И… Прича је комбинација освезавајући кратких поглавља, горких сцена из стварности, жучних али и лирски нежних…“
– 
„Аутор ретког литерарног дара дочарава осећај губитка и беспомоћности становника земље која се расула као кула од карата.“
– 
„Јединствен српски глас, звучан, урбан и нов … срећни смо што смо нашли тако пажљивог, веома образованог писца са ироничном нотом, који јединственим, често халуцинатним маниром описује последњу декаду 20. века у граду са којим се идентификује: Београд, то сам ја!“
– 
„И после халуцинаторне унутрашње и спољашње деструкције Београда… видимо како град још увек успева да задржи магичне области свог шарма, богати спектар својих боја.“
– 
Књига је била је у најужем избору за престижну годишњу награду „Фемина“ за најбољи преведени роман на француском језику за 2008. годину. Миленијум у Београду заокружује измене књижевног става и прозног рукописа које су започеле још почетком деведесетих година 20. века књигом Крај века.